# Spider-Quad
Spider-Quad (Spinnen-Quad) bzw. Spider-Beam ist eine Antennenbauform und von Quadantennen abgeleitet. Anwendung dieser Bauform ist primär im Kurzwellenbereich und wird unter anderem im Amateurfunk verwendet.
Die Bauform erlaubt eine Erweiterung der Bandbreite bei der Quadantenne und den Betrieb in mehreren Funkbändern. Dazu werden weitere Drähte im Innern des größten Strahlers montiert. Die Bauweise erinnert an eine Spinne, daher der Name. 
Die ersten Quad-Antennen wurden aus Bambusmaterial gebaut. Diese wurden mit Alkydharzlack konserviert, damit waren sie für Jahre brauchbar. Spätere Bauformen bestehen aus GFK-Rohren, Ramin-, Epoxid-Rohren sowie speziellen Quad-Mittelstücken aus Aluminiumspritzguss.